# Jerzy Morka
Jerzy Morka (ur. 26 marca 1956 w Łodzi) – polski filolog, edytor, autor, tłumacz literatury anglojęzycznej (m.in. Warren H. Carroll, John le Carré, Patrick Buchanan, Zecharia Sitchin).

## Życiorys
Członek Stowarzyszenia Tłumaczy Polskich. Współpracował z wydawnictwami Wektory, Thesaurus, Bielinski i ska, Prokop, Parnas, Ravi, Opus, Pandora. W latach 70. członek opozycji antykomunistycznej, w latach 1980–1981 pracownik Zarządu Regionu NSZZ „Solidarność” Ziemi Łódzkiej.
W 2011 r. postanowieniem prezydenta RP Bronisława Komorowskiego „za zasługi w działalności na rzecz przemian demokratycznych w Polsce, za osiągnięcia w podejmowanej z pożytkiem dla kraju pracy zawodowej i społecznej” odznaczony Złotym Krzyżem Zasługi.
Prezes zarządu Stowarzyszenia „Klub Pozytywnej Wyobraźni” zrzeszającego działaczy i współpracowników łódzkiej opozycji demokratycznej w PRL.
Wyróżniony odznaką honorową „Działacza opozycji antykomunistycznej lub osoby represjonowanej z powodów politycznych”.
„Za zasługi w działalności na rzecz niepodległości i suwerenności Polski oraz respektowania praw człowieka w Polskiej Rzeczypospolitej Ludowej” odznaczony Krzyżem Wolności i Solidarności.
Od lutego 2020 r. członek Zarządu Regionu Łódzkiego Komitetu Obrony Demokracji.

## Przekłady
- Charles Berlitz, Bez śladu (1993)
- Orestes Lorenzo, Skrzydła poranka (1993)
- Mel Gilden, Księga dżungli (1995)
- John le Carré, Znakomity uczeń (1996)
- Carl Simonton, Powrót do zdrowia (1996)
- Rhoda Kaelis, Ostatni wróg (1996)
- Brock Tully, Rozważania, czyli jak cieszyć się życiem (1996)
- Charles Fielding, Kabała praktyczna (1997)
- Tony Buzan, Rusz głową (1997)
- Zecharia Sitchin, Kosmiczny kod (2000)
- Marshall Harrison, Eskadra Cadillac (2001)
- John O’Donohue, Anam Cara (2004)
- Patrick Buchanan, Śmierć Zachodu/część/ (2005)
- Kevin MacDonald, Fenomen żydowski? (2005)
- Patrick Buchanan, Prawica na manowcach (2005)
- Patrick O’Rourke, Wykończyć bogatych (2006)
- Warren H. Carroll, Gilotyna i krzyż (2006)
- David Limbaugh, Prześladowanie (2006)
- Warren H. Carroll, 1917 Czerwone sztandary, biała opończa (2007)
- E. Michael Jones, Gwiazda i krzyż (2007)
- Patrick Buchanan, Dzień sądu (2008)
- Warren H. Carroll, Historia chrześcijaństwa t.I Narodziny chrześcijaństwa (2009)
- Warren H. Carroll, Historia chrześcijaństwa t.III Złota epoka chrześcijaństwa (2010)
- Warren H. Carroll, Historia chrześcijaństwa t.IV Podział chrześcijaństwa (2011)
- Warren H. Carroll, Izabela Katolicka, królowa Hiszpanii (2011)
- E. Michael Jones, Libido dominandi (2012-2013)
- Patrick Buchanan, Samobójstwo supermocarstwa (2013)
- E. Michael Jones, Zdeprawowani moderniści (2013/2014)
- Warren H. Carroll, Historia chrześcijaństwa t.VI Kryzys chrześcijaństwa (2014)
- E. Michael Jones, Jałowy pieniądz t.II Od merkantylizmu do Marksa /rozdz. XX-XXXII/ (2015)
- E. Michael Jones, Jałowy pieniądz t.III Od Wielkiego Głodu do krachu roku 2008 (2015)
- Victor Thorn, Hillary i Bill Clintonowie t.I (2015/2016)
- Christopher Ferrara, Wolność, bóg, który zawiódł. Walka z sacrum i budowanie mitu świeckiego państwa. Od Locke’a do Obamy t.I (2016/2017)
- Christopher Ferrara, Wolność, bóg, który zawiódł. Walka z sacrum i budowanie mitu świeckiego państwa. Od Locke’a do Obamy t.II (2017)
- Dan Kovalik, Rosja jako kozioł ofiarny (2018)
- Kermit Heartsong, Natylie Baldwin, Ukraińska szachownica (2018)
- Paraq Khanna Przyszłość należy do Azji (2020)
- Edith Starr Miller Teokracja okultystyczna  t.I (2021)
- Edith Starr Miller Teokracja okultystyczna  t.II (2022)
- R.C. Sproul, S.J. Nichols Dziedzictwo Lutra  (2024)

## Autor książek
- Mały wielki Macaulay Culkin (1993)

## Edytor
- Bogdan Banasiak, De Sade. Integralna potworność. Filozofia libertynizmu, czyli konsekwencje śmierci Boga, wyd. Thesaurus 2006.
- Bogdan Banasiak, Słońce ekstazy, noc melancholii. Rzecz o Raymondzie Rousselu, wyd. Thesaurus 2007.